# 유현주 (1971년)
유현주(兪賢珠, 1971년 3월 18일 ~ )은 대한민국의 제9대 전라남도의원이다.

## 학력
- 금옥여자고등학교 졸업
- 이화여자대학교 과학교육과 학사 졸업

## 경력
- 민주노동당 전남도당 광양시 위원회 위원장
- 광양진보연대 공동대표
- 광양여성회 공동대표
- 민주노동당 중앙위원회 위원
- 통합진보당 전남도당 위원장
- 전남장애인차별철폐연대 운영위원회 위원
- 2010.07 ~ 2012.01 제9대 전라남도의회 의원
- 2010.07 ~ 2012.01 제9대 전라남도의회 전반기 경제관광문화위원회 위원
- 2010.07 ~ 2012.01 제9대 전라남도의회 전반기 예산결산특별위원회 위원
- 2011.08 ~ 2011.11 제9대 전라남도의회 친환경무상급식추진특별위원회 위원
- 2016.08 ~ 2017.10 민중연합당 전남도당 광양시 지역위원회 위원장

## 역대 선거 결과
|  | 14.44% |

|  | 16.65% |

|  | 32.46% |

|  | 9.95% |

|  | 5.92% |

|  | 2.44% |

|  | 6.23% |

## 참고 자료
- 유현주 - 페이스북